# Сунгайська сільська рада
Сунга́йська сільська рада (рос. Сунгайский сельский совет) — сільське поселення у складі Китмановського району Алтайського краю Росії.
Адміністративний центр — село Сунгай.

## Населення
Населення — 585 осіб (2019; 764 в 2010, 997 у 2002).

## Склад
До складу сільської ради входять:
| Населений пункт        | Населення, осіб (2002) | Населення, осіб (2010) |
| ---------------------- | ---------------------- | ---------------------- |
| Врубльовський, селище  | 29                     | 3                      |
| Мішиха, село           | 54                     | 10                     |
| Сунгай, село           | 815                    | 682                    |
| Усть-Бороуйськ, селище | 99                     | 69                     |